# Vladimír Ptáček
Pour les articles homonymes, voir Ptáček.
Vladimír Ptáček, né le 7 novembre 1954 à Prague en Tchécoslovaquie et mort le 13 août 2019, est un joueur tchécoslovaque de basket-ball. Il évolue durant sa carrière au poste d'ailier.

## Palmarès
- 3e du championnat d'Europe 1977